# Grand Prix Formule 1 van Groot-Brittannië 1966
De Grand Prix Formule 1 van Groot-Brittannië 1966 werd gehouden op 16 juli op het circuit van Brands Hatch in West Kingsdown. Het was de vierde race van het seizoen.

## Uitslag
| Pos. | Nr. | Coureur        | Constructeur        | Rondes | Tijd / Oorzaak uitval | Grid | Punten |
| ---- | --- | -------------- | ------------------- | ------ | --------------------- | ---- | ------ |
| 1    | 2   | Jack Brabham   | Brabham-Repco       | 80     | 2:13:13.4             | 1    | 9      |
| 2    | 6   | Denny Hulme    | Brabham-Repco       | 80     | + 9.6                 | 2    | 6      |
| 3    | 3   | Graham Hill    | BRM                 | 79     | + 1 Ronde             | 4    | 4      |
| 4    | 1   | Jim Clark      | Lotus-Climax        | 79     | + 1 Ronde             | 5    | 3      |
| 5    | 11  | Jochen Rindt   | Cooper-Maserati     | 79     | + 1 Ronde             | 7    | 2      |
| 6    | 14  | Bruce McLaren  | McLaren-Serenissima | 78     | + 2 Rondes            | 13   | 1      |
| 7    | 7   | Chris Irwin    | Brabham-Climax      | 78     | + 2 Rondes            | 12   |        |
| 8    | 22  | John Taylor    | Brabham-BRM         | 76     | + 4 Rondes            | 16   |        |
| 9    | 25  | Bob Bondurant  | BRM                 | 76     | + 4 Rondes            | 14   |        |
| 10   | 19  | Guy Ligier     | Cooper-Maserati     | 75     | + 5 Rondes            | 17   |        |
| 11   | 24  | Chris Lawrence | Cooper-Ferrari      | 73     | + 7 Rondes            | 19   |        |
| NC   | 21  | Bob Anderson   | Brabham-Climax      | 70     | Niet geklasseerd      | 10   |        |
| NC   | 20  | Jo Siffert     | Cooper-Maserati     | 70     | Niet geklasseerd      | 11   |        |
| NF   | 12  | John Surtees   | Cooper-Maserati     | 67     | Transmissie           | 6    |        |
| NF   | 18  | Jo Bonnier     | Brabham-Climax      | 42     | Koppeling             | 15   |        |
| NF   | 2   | Peter Arundell | Lotus-BRM           | 32     | Versnellingsbak       | 20   |        |
| NF   | 4   | Jackie Stewart | BRM                 | 17     | Motor                 | 8    |        |
| NF   | 17  | Mike Spence    | Lotus-BRM           | 15     | Olielek               | 9    |        |
| NF   | 16  | Dan Gurney     | Eagle-Climax        | 9      | Motor                 | 3    |        |
| NF   | 23  | Trevor Taylor  | Shannon-Climax      | 0      | Motor                 | 18   |        |

## Statistieken
| Pole-position | Jack Brabham | Brabham-Repco | 1:34.5 |
| Snelste ronde | Jack Brabham | Brabham-Repco | 1:37.0 |

## Noot
- Dit was het debuut van de Britse coureurs Chris Irwin en Chris Lawrence.
- Dit was de zesde pole position voor Jack Brabham, en de eerste sinds de Grote Prijs van de Verenigde Staten van 1961. Dit was de grootste tijdspanne - 43 Grands Prix - tussen twee pole positions in.
- Honderdste Grand Prix-start voor een Franse coureur.
- Dit was de 25ste podiumplaats voor Graham Hill.

1926 · 1927 · 1948 · 1949 · 1950 · 1951 · 1952 · 1953 · 1954 · 1955 · 1956 · 1957 · 1958 · 1959 · 1960 · 1961 · 1962 · 1963 · 1964 · 1965 · 1966 · 1967 · 1968 · 1969 · 1970 · 1971 · 1972 · 1973 · 1974 · 1975 · 1976 · 1977 · 1978 · 1979 · 1980 · 1981 · 1982 · 1983 · 1984 · 1985 · 1986 · 1987 · 1988 · 1989 · 1990 · 1991 · 1992 · 1993 · 1994 · 1995 · 1996 · 1997 · 1998 · 1999 · 2000 · 2001 · 2002 · 2003 · 2004 · 2005 · 2006 · 2007 · 2008 · 2009 · 2010 · 2011 · 2012 · 2013 · 2014 · 2015 · 2016 · 2017 · 2018 · 2019 · 2020 · 2021 · 2022 · 2023 · 2024 · 2025 · 2026 · 2027 · 2028 · 2029 · 2030 · 2031 · 2032 · 2033 · 2034